# Conopomima bisetosa
Conopomima bisetosa är en tvåvingeart som beskrevs av Louis-Paul Mesnil 1978. Conopomima bisetosa ingår i släktet Conopomima och familjen parasitflugor.
Artens utbredningsområde är Madagaskar. Inga underarter finns listade i Catalogue of Life.